# فرونت بان
يشير مصطلح فرونت بان أو فرونتبان إعادة تنظيم لكتيبة العاصفة (عمل واجهة لكتيبة العاصفة ان ذاك) والتي تم تشكيلها في أبريل 1924. تم إنشاؤها لتحل محل كتيبة العاصفة التي تم حظرها في أعقاب فشل انقلاب بير هول. تم حلها في فبراير 1925 بعد رفع الحظر المفروض على كتيبة العاصفة.

## التاريخ
كانت فرونت بان نسخة أعيد تنظيمها وتسميتها من كتيبة العاصفة. تم إنشاؤها في أبريل 1924 كبديل عن كتيبة العاصفة المحظورة آنذاك في أعقاب فشل «انقلاب بير هول» في نوفمبر 1923.  تم حظر الحزب النازي (NSDAP) بما في ذلك كتيبة العاصفة من قبل حكومة جمهورية فايمار في أعقاب الانقلاب. تم تغيير اسم الحزب النازي لفترة وجيزة إلى حزب الحرية الاشتراكي الوطني للحفاظ على شرعيته وتم تغيير اسم كتيبة العاصفة كذلك. ضمت فرونت بان نفس الأعضاء وأدت نفس الوظائف كالتي سبقتها.ضمت العديد من الأعضاء الأصليين في كتيبة العاصفة وكان لا يزال يقودها إرنست روم. تم تشكيل وحدات فرونت بان في جميع أنحاء ألمانيا. كان كورت دالوج قائد وحدة فرونت بان في برلين ومارتن بورمان عضوًا في الوحدة في تورينغن.  كان لديها حوالي 30,000 عضو في جميع أنحاء ألمانيا تم حل فرونت بان في 27 فبراير 1925 عندما تم رفع الحظر المفروض على الحزب النازي وتمت إعادة كتيبة العاصفة مرة أخرى.

### الزي
كان زي فرونتبان يشبه الزي الرسمي للحزب النازي. بدلاً من قميص بني وقبعة بنية، ارتدوا قميصًا رماديًا بقبعة رمادية. كان الاختلاف الوحيد هو وضع خوذة من الصلب في وسط صليب معقوف من النحاس الأحمر، بدلاً من الصليب المعقوف الأسود.

## شارة فرونتبان

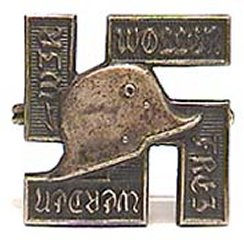
شارة فرونتبان، التي تم ارتداؤها حتى عام 1934. يقول الشعار الموجود على الصليب المعقوف خلف الخوذة "Wir wollen frei werden" ("نريد أن نكون أحرارًا").

تم إنشاء شارة فرونتبان (Frontbannabzeichen) في عام 1932 من قبل SA-Gruppe-Berlin-Brandenburg. كانت شارة لإحياء ذكرى فرونتبان. لتكون قادرًا على الحصول على الشارة وارتدائها، كان على الفرد الانضمام إلى فرونتبان قبل 31 ديسمبر 1927 ولديه عضوية في الحزب النازي أو في منظمة شبه عسكرية يمينية أخرى قبل ذلك التاريخ. كانت الشارة فضية اللون. تالفت من الصليب المعقوف وخوذة ألمانية في المنتصف. كتب على أحضان الصليب المعقوف الكلمات، WIR-WOLLEN-FREI-WERDEN («نريد أن نكون أحرارًا»). تم ترخيصها كزينة رسمية للحزب النازي في عام 1933. وبحلول نهاية عام 1934، تمت إزالة الترخيص. لم يعد من الممكن ارتداء الشارة من أعضاء الحزب النازي. 